# Chappes (Aube)
Chappes település Franciaországban, Aube megyében. Lakosainak száma 356 fő (2022. január 1.). Chappes Chauffour-lès-Bailly, Fouchères, Jully-sur-Sarce, Rumilly-lès-Vaudes, Saint-Parres-lès-Vaudes és Villemoyenne községekkel határos.

## Népesség
A település népességének változása:
| Lakosok száma | 253  | 277  | 280  | 291  | 288  | 307  | 322  | 338  | 344  | 356  |
|               | 1968 | 1982 | 1990 | 2006 | 2013 | 2015 | 2017 | 2019 | 2020 | 2022 |